# George Washington Jones
George Washington Jones è un cortometraggio muto del 1914 sceneggiato e diretto da Charles H. France. Prodotto dalla Edison Company, il film aveva come interpreti Yale Benner, Gladys Hulette, Carlton S. King.

## Trama
George Washington Jones, attirato dalla pubblicità di un medium, decise di provare quell'esperienza. Ma  lo spiritista consultato gli mise addosso un tale spavento che lui, credendo di essere inseguito dai fantasmi, si precipitò in strada come un indemoniato. Il primo uomo che incontrò era un venditore di salsicce vestito di bianco: avendolo preso per un fantasma, Jones corse via ancora più veloce, andando a sbattere contro la gente in strada. Sempre sfuggendo al suo inseguitore immaginario, finì per capitare nel bel mezzo di una festa di nozze, dove questa volta prese per fantasma la sposa. In una panetteria, incontrò il fornaio, tutto vestito di bianco: nella bagarre che ne seguì, l'uomo lo gettò in un grande bidone di farina e, chiuso il coperchio, andò a chiamare un poliziotto. Jones, ricoperto completamente di farina, scappò via correndo verso casa inseguito dalla folla. Rifugiatosi dentro casa, quasi svenne a vedere la moglie in camicia da notte bianca. Ma il peggio doveva ancora venire: specchiandosi, vide sé stesso con la faccia bianca di farina. Non riuscendo a reggere, crollò mentre la folla si precipitava dentro, ruggendo di risate alla vista della coppia.

## Produzione
Il film fu prodotto dalla Edison Company.

## Distribuzione
Distribuito dalla General Film Company, il film - un cortometraggio di 150 metri - uscì nelle sale cinematografiche degli Stati Uniti il 12 ottobre 1914. Nelle proiezioni, veniva programmato con il sistema dello split reel, accorpato in un'unica bobina con un altro cortometraggio prodotto dalla Edison, la commedia Buster Brown's Education.